# A Kínai Köztársaság az 1972. évi nyári olimpiai játékokon
A Kínai Köztársaság az NSZK-beli Münchenben megrendezett 1972. évi nyári olimpiai játékok egyik részt vevő nemzete volt. Az országot az olimpián 10 sportágban 21 sportoló képviselte, akik érmet nem szereztek.

## Atlétika
Férfi
| Versenyző | Versenyszám     | Előfutam | Előfutam | Előfutam | Negyeddöntő | Negyeddöntő | Negyeddöntő | Elődöntő | Elődöntő | Elődöntő | Döntő   | Döntő    |
| Versenyző | Versenyszám     | Idő      | Hely.    | Össz.    | Idő         | Hely.       | Össz.       | Idő      | Hely.    | Össz.    | Idő     | Helyezés |
| --- | --------------- | -------- | -------- | -------- | ----------- | ----------- | ----------- | -------- | -------- | -------- | ------- | -------- |
| Szu Ven-ho (Su Wen-Ho)                                                                                              | 100 m           | 10,59    | 4.       | 30.      | 10,82       | 7.          | 37.         | kiesett  | kiesett  | kiesett  | kiesett | kiesett  |
| Szu Ven-ho (Su Wen-Ho)                                                                                              | 200 m           | 21,55    | 5.       | 36.      | 21,47       | 6.          | 35.         | kiesett  | kiesett  | kiesett  | kiesett | kiesett  |
| Li Csung-ping (Lee Chung-Ping)                                                                                      | 110 m gát       | 14,98    | 8.       | 35.      |             |             |             | kiesett  | kiesett  | kiesett  | kiesett | kiesett  |
| Li Csung-ping (Lee Chung-Ping)                                                                                      | 400 m gát       | 52,61    | 6.       | 28.      |             |             |             | kiesett  | kiesett  | kiesett  | kiesett | kiesett  |
| Li Csung-ping (Lee Chung-Ping) Szu Ven-ho (Su Wen-Ho) Csen Csin-lung (Chen Chin-Long) Csen Ming-cse (Chen Ming-Chi) | 4 × 100 m váltó | 41,78    | 7.       | 24.      |             |             |             | kiesett  | kiesett  | kiesett  | kiesett | kiesett  |

| Versenyző                       | Versenyszám | Selejtező | Selejtező | Döntő    | Döntő    |
| Versenyző                       | Versenyszám | Eredmény  | Helyezés  | Eredmény | Helyezés |
| ------------------------------- | ----------- | --------- | --------- | -------- | -------- |
| Csen Csin-lung (Chen Chin-Long) | Távolugrás  | 679 cm    | 33.       | kiesett  | kiesett  |
| Csen Ming-cse (Chen Ming-Chi)   | Hármasugrás | 14,73 m   | 31.       | kiesett  | kiesett  |

Női
| Versenyző                     | Versenyszám | Előfutam | Előfutam | Előfutam | Elődöntő | Elődöntő | Elődöntő | Döntő   | Döntő    |
| Versenyző                     | Versenyszám | Idő      | Hely.    | Össz.    | Idő      | Hely.    | Össz.    | Idő     | Helyezés |
| ----------------------------- | ----------- | -------- | -------- | -------- | -------- | -------- | -------- | ------- | -------- |
| Li Csiu-hszia (Lee Chiu-Hsia) | 800 m       | 2:11,81  | 8.       | 34.      | kiesett  | kiesett  | kiesett  | kiesett | kiesett  |
| Li Csiu-hszia (Lee Chiu-Hsia) | 1500 m      | 4:37,15  | 9.       | 34.      | kiesett  | kiesett  | kiesett  | kiesett | kiesett  |

| Versenyző                 | Versenyszám | Selejtező                | Selejtező                | Döntő    | Döntő    |
| Versenyző                 | Versenyszám | Eredmény                 | Helyezés                 | Eredmény | Helyezés |
| ------------------------- | ----------- | ------------------------ | ------------------------ | -------- | -------- |
| Vu Jü-cse (Wu Yu-Chih)    | Magasugrás  | érvényes kísérlet nélkül | érvényes kísérlet nélkül | kiesett  | kiesett  |
| Lin Csun-jü (Lin Chun-Yu) | Távolugrás  | 550 cm                   | 30.                      | kiesett  | kiesett  |

| Versenyző                 | Versenyszám | 100 m gát | 100 m gát | Súlylökés | Súlylökés | Magasugrás | Magasugrás | Távolugrás | Távolugrás | 200 m | 200 m | Végeredmény | Végeredmény |
| Versenyző                 | Versenyszám | Idő       | Pont      | Eredmény  | Pont      | Eredmény   | Pont       | Eredmény   | Pont       | Idő   | Pont  | Pont        | Helyezés    |
| ------------------------- | ----------- | --------- | --------- | --------- | --------- | ---------- | ---------- | ---------- | ---------- | ----- | ----- | ----------- | ----------- |
| Lin Csun-jü (Lin Chun-Yu) | Ötpróba     | 14,98     | 750       | 11,31 m   | 676       | 150 cm     | 726        | 531 cm     | 750        | 25,86 | 774   | 3676        | 28.         |

## Birkózás
Szabadfogású
| Versenyző                           | Versenyszám | 1. forduló                        | 2. forduló                                 | 3. forduló        | 4. forduló        | 5. forduló        | 6. forduló        | 7. forduló        | Döntő             | Helyezés    |
| Versenyző                           | Versenyszám | Ellenfél Eredmény                 | Ellenfél Eredmény                          | Ellenfél Eredmény | Ellenfél Eredmény | Ellenfél Eredmény | Ellenfél Eredmény | Ellenfél Eredmény | Ellenfél Eredmény | Helyezés    |
| ----------------------------------- | ----------- | --------------------------------- | ------------------------------------------ | ----------------- | ----------------- | ----------------- | ----------------- | ----------------- | ----------------- | ----------- |
| Hszü Csin-hsziung (Hsu Chin-Hsiung) | 57 kg       | Nicolae Dumitru (ROU) · kétvállas | Jeórjiosz Hadziioanídisz (GRE) · kétvállas | kiesett           | kiesett           | kiesett           | kiesett           | kiesett           | kiesett           | helyezetlen |

## Cselgáncs
| Versenyző                            | Versenyszám  | Csoport | Selejtező                    | 1. forduló                  | 2. forduló                | 3. forduló        | 4. forduló        | Vigaszág 1. forduló                         | Vigaszág 2. forduló        | Vigaszág 3. forduló | Elődöntő          | Döntő             | Helyezés |
| Versenyző                            | Versenyszám  | Csoport | Ellenfél Eredmény            | Ellenfél Eredmény           | Ellenfél Eredmény         | Ellenfél Eredmény | Ellenfél Eredmény | Ellenfél Eredmény                           | Ellenfél Eredmény          | Ellenfél Eredmény   | Ellenfél Eredmény | Ellenfél Eredmény | Helyezés |
| ------------------------------------ | ------------ | ------- | ---------------------------- | --------------------------- | ------------------------- | ----------------- | ----------------- | ------------------------------------------- | -------------------------- | ------------------- | ----------------- | ----------------- | -------- |
| Cseng Csi-hsziang (Cheng Chi-Hsiang) | Könnyűsúly   | A       |                              | Kavagucsi Takao (JPN) · V   |                           |                   |                   | Han Szongcshol (Han Seong-cheol) (KOR) · GY | Bakhvain Buyadaa (MGL) · V | kiesett             | kiesett           | kiesett           | 7.       |
| Vang Zsung-hszi (Wang Jong-She)      | Váltósúly    | B       |                              | William McGregor (CAN) · GY | Nomura Tojokazu (JPN) · V |                   |                   |                                             | Hetényi Antal (HUN) · V    | kiesett             | kiesett           | kiesett           | 7.       |
| Csang Ping-ho (Chang Ping-Ho)        | Középsúly    | A       | Raymond Coulibaly (MLI) · GY | Jean-Paul Coche (FRA) · V   | kiesett                   | kiesett           | kiesett           |                                             |                            |                     |                   |                   | 19.      |
| Csuang Csen-vu (Juang Jen-Wuh)       | Félnehézsúly | B       |                              | Epigmenio Exiga (MEX) · GY  | Chiaki Ishii (BRA) · V    | kiesett           | kiesett           |                                             |                            |                     |                   |                   | 13.      |
| Csuang Csen-vu (Juang Jen-Wuh)       | Nyílt        | A       |                              | Pavle Bajčetić (YUG) · V    | kiesett                   | kiesett           | kiesett           |                                             |                            |                     |                   |                   | 19.      |

## Íjászat
| Versenyző                        | Versenyszám | 1. forduló | 1. forduló | 2. forduló | 2. forduló | Összesítés | Összesítés |
| Versenyző                        | Versenyszám | Pont       | Hely.      | Pont       | Hely.      | Pont       | Helyezés   |
| -------------------------------- | ----------- | ---------- | ---------- | ---------- | ---------- | ---------- | ---------- |
| Hszüe Mej-hszia (Shue Meei-Shya) | Női egyéni  | 1038       | 37.        | 988        | 38.        | 2026       | 38.        |

## Kerékpározás

### Országúti kerékpározás
| Versenyző                   | Versenyszám   | Idő           | Helyezés      |
| --------------------------- | ------------- | ------------- | ------------- |
| Hszü Ming-fa (Shue Ming-Fa) | Mezőnyverseny | nem ért célba | nem ért célba |

### Pálya-kerékpározás
Sprintverseny
| Versenyző                   | Versenyszám  | 1. forduló                                          | 1. forduló | Vigaszág                                        | Vigaszág | 2. forduló             | 2. forduló | Vigaszág               | Vigaszág | Nyolcaddöntő           | Nyolcaddöntő | Vigaszág selejtező     | Vigaszág selejtező | Vigaszág döntő       | Vigaszág döntő | Negyeddöntő          | Elődöntő             | Döntő                | Helyezés    |
| Versenyző                   | Versenyszám  | Ellenfelek Győztes idő                              | Hely.      | Ellenfél Győztes idő                            | Hely.    | Ellenfelek Győztes idő | Hely.      | Ellenfelek Győztes idő | Hely.    | Ellenfelek Győztes idő | Hely.        | Ellenfelek Győztes idő | Hely.              | Ellenfél Győztes idő | Hely.          | Ellenfél Győztes idő | Ellenfél Győztes idő | Ellenfél Győztes idő | Helyezés    |
| --------------------------- | ------------ | --------------------------------------------------- | ---------- | ----------------------------------------------- | -------- | ---------------------- | ---------- | ---------------------- | -------- | ---------------------- | ------------ | ---------------------- | ------------------ | -------------------- | -------------- | -------------------- | -------------------- | -------------------- | ----------- |
| Hszü Ming-fa (Shue Ming-Fa) | Férfi egyéni | Serhiy Kravtsov (URS) · Taworn Tarwan (THA) · 11,83 | 3.         | Csó Josikazu (JPN) · Félix Suárez (ESP) · 11,17 | 3.       | kiesett                | kiesett    | kiesett                | kiesett  | kiesett                | kiesett      | kiesett                | kiesett            | kiesett              | kiesett        | kiesett              | kiesett              | kiesett              | helyezetlen |

Időfutam
| Versenyző                   | Versenyszám  | Idő     | Helyezés |
| --------------------------- | ------------ | ------- | -------- |
| Hszü Ming-fa (Shue Ming-Fa) | Férfi egyéni | 1:14,05 | 27.      |

## Ökölvívás
| Versenyző                     | Versenyszám | Selejtező         | 32-es főtábla                 | Nyolcaddöntő              | Negyeddöntő       | Elődöntő          | Döntő             | Helyezés |
| Versenyző                     | Versenyszám | Ellenfél Eredmény | Ellenfél Eredmény             | Ellenfél Eredmény         | Ellenfél Eredmény | Ellenfél Eredmény | Ellenfél Eredmény | Helyezés |
| ----------------------------- | ----------- | ----------------- | ----------------------------- | ------------------------- | ----------------- | ----------------- | ----------------- | -------- |
| Vang Csi-jing (Wang Chee-Yen) | Harmatsúly  | erőnyerő          | Manuchehr Bahmani (IRI) · 3-2 | George Turpin (GBR) · 0-5 | kiesett           | kiesett           | kiesett           | 9.       |

## Sportlövészet
Nyílt
| Versenyző                | Versenyszám                    | Pont | Helyezés |
| ------------------------ | ------------------------------ | ---- | -------- |
| Vu Tao-jüan (Wu Tao-Yan) | Sportpuska, fekvő              | 591  | 41.      |
| Vu Tao-jüan (Wu Tao-Yan) | Sportpuska, összetett          | 1101 | 51.      |
| Vu Tao-jüan (Wu Tao-Yan) | Szabadpuska, összetett (300 m) | 1085 | 30.      |

## Súlyemelés
| Versenyző                    | Versenyszám | Nyomás   | Nyomás   | Szakítás | Szakítás | Lökés    | Lökés    | Összesen | Helyezés |
| Versenyző                    | Versenyszám | Eredmény | Helyezés | Eredmény | Helyezés | Eredmény | Helyezés | Összesen | Helyezés |
| ---------------------------- | ----------- | -------- | -------- | -------- | -------- | -------- | -------- | -------- | -------- |
| Csen Kuj-szen (Chen Kue-Sen) | 60 kg       | 110,0    | 11.      | 92,5     | 11.      | 125,0    | 11.      | 327,5    | 10.      |

## Úszás
Férfi
| Versenyző                           | Versenyszám    | Előfutam | Előfutam | Előfutam | Elődöntő | Elődöntő | Elődöntő | Döntő   | Döntő    |
| Versenyző                           | Versenyszám    | Idő      | Hely.    | Össz.    | Idő      | Hely.    | Össz.    | Idő     | Helyezés |
| ----------------------------------- | -------------- | -------- | -------- | -------- | -------- | -------- | -------- | ------- | -------- |
| Hszü Tung-hsziung (Hsu Tung-Hsiung) | 100 m hát      | 1:03,31  | 5.       | 31.      | kiesett  | kiesett  | kiesett  | kiesett | kiesett  |
| Hszü Tung-hsziung (Hsu Tung-Hsiung) | 200 m pillangó | 2:16,35  | 7.       | 26.      |          |          |          | kiesett | kiesett  |
| Hszü Tung-hsziung (Hsu Tung-Hsiung) | 200 m vegyes   | 2:18,34  | 4.       | 28.      |          |          |          | kiesett | kiesett  |
| Hszü Tung-hsziung (Hsu Tung-Hsiung) | 400 m vegyes   | 5:09,56  | 7.       | 32.      |          |          |          | kiesett | kiesett  |

Női
| Versenyző                 | Versenyszám    | Előfutam | Előfutam | Előfutam | Elődöntő | Elődöntő | Elődöntő | Döntő   | Döntő    |
| Versenyző                 | Versenyszám    | Idő      | Hely.    | Össz.    | Idő      | Hely.    | Össz.    | Idő     | Helyezés |
| ------------------------- | -------------- | -------- | -------- | -------- | -------- | -------- | -------- | ------- | -------- |
| Hszü Jü-jün (Hsu Yue-Yun) | 100 m gyors    | 1:04,77  | 8.       | 44.      | kiesett  | kiesett  | kiesett  | kiesett | kiesett  |
| Hszü Jü-jün (Hsu Yue-Yun) | 200 m gyors    | 2:20,17  | 7.       | 32.      |          |          |          | kiesett | kiesett  |
| Hszü Jü-jün (Hsu Yue-Yun) | 400 m gyors    | 4:58,57  | 7.       | 28.      |          |          |          | kiesett | kiesett  |
| Hszü Jü-jün (Hsu Yue-Yun) | 800 m gyors    | 10:08,49 | 6.       | 32.      |          |          |          | kiesett | kiesett  |
| Hszü Jü-jün (Hsu Yue-Yun) | 100 m pillangó | 1:11,67  | 7.       | 28.      | kiesett  | kiesett  | kiesett  | kiesett | kiesett  |
| Hszü Jü-jün (Hsu Yue-Yun) | 200 m pillangó | 2:44,88  | 6.       | 24.      |          |          |          | kiesett | kiesett  |
| Hszü Jü-jün (Hsu Yue-Yun) | 200 m vegyes   | 2:35,93  | 6.       | 36.      |          |          |          | kiesett | kiesett  |
| Li Jü-huan (Lee Yue-Hwan) | 100 m mell     | 1:25,47  | 8.       | 39.      | kiesett  | kiesett  | kiesett  | kiesett | kiesett  |
| Li Jü-huan (Lee Yue-Hwan) | 200 m mell     | 3:04,74  | 5.       | 39.      |          |          |          | kiesett | kiesett  |

## Vitorlázás
Nyílt
| Versenyző                             | Versenyszám | Futam | Futam | Futam | Futam  | Futam | Futam | Futam | Pontszám | Helyezés |
| Versenyző                             | Versenyszám | 1     | 2     | 3     | 4      | 5     | 6     | 7     | Pontszám | Helyezés |
| ------------------------------------- | ----------- | ----- | ----- | ----- | ------ | ----- | ----- | ----- | -------- | -------- |
| Csen Hsziu-hsziung (Chen Hsiu-Hsiung) | Finn dingi  | 40,0  | 39,0  | 38,0  | (41,0) | 38,0  | 41,0  | 39,0  | 235,0    | 35.      |